# Sígfrid Gràcia
Sígfrid Gràcia Royo (Gavà, 27 de março de 1932 - 23 de maio de 2005) foi um futebolista espanhol, atuava como defensor.

## Carreira
Sígfrid Gràcia fez parte do elenco da Seleção Espanhola de Futebol da Copa do Mundo de 1962. Ele não fez nenhuma partida.

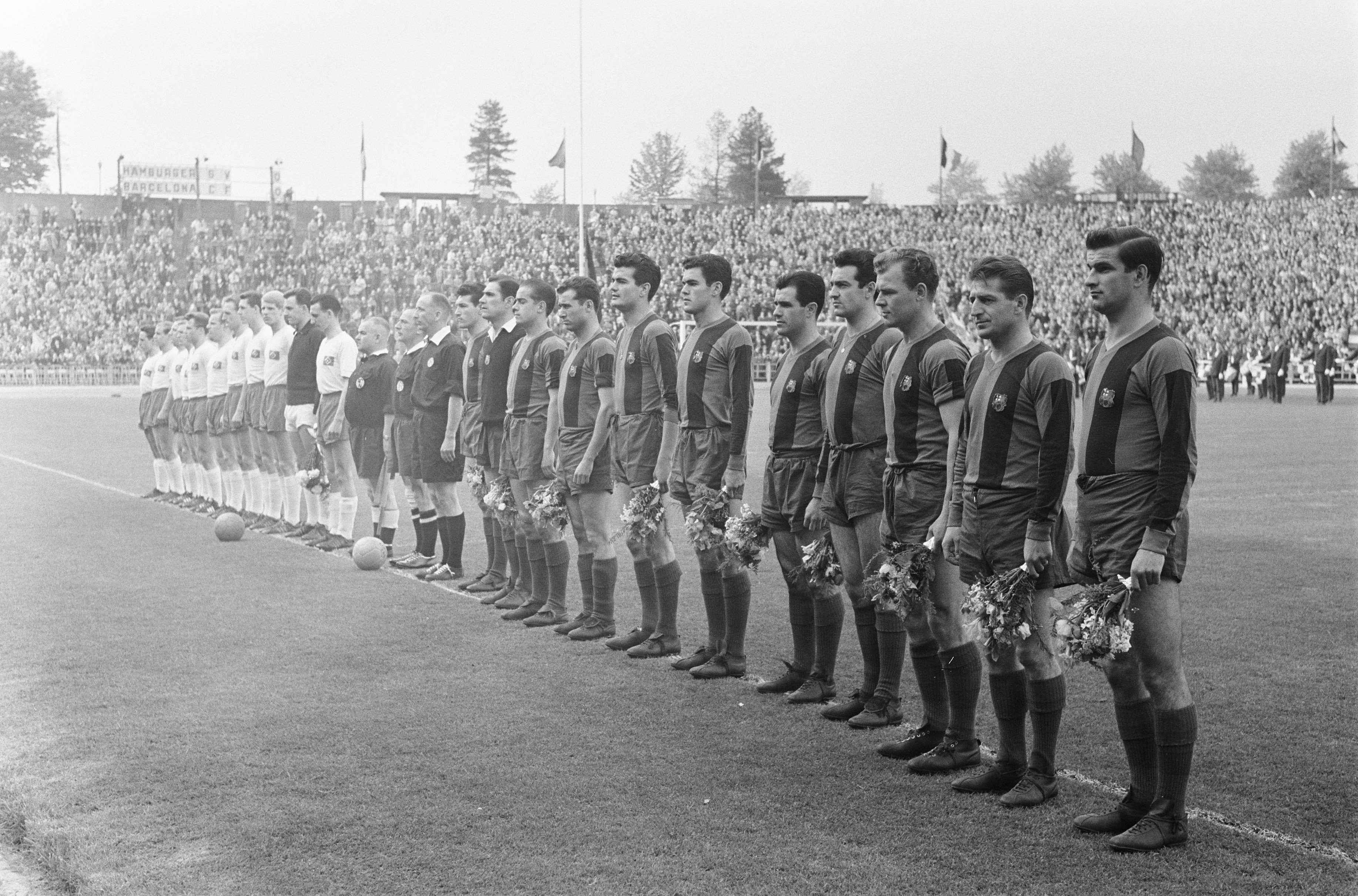
Taça Europa 1961